# منى الجلبي
منى الجلبي هي صحفية مختصة بالبيانات ورسامة وكاتبة بريطانية من أصل عراقي، معروفة بمنشوراتها على صحيفة نيويورك تايمز والجارديان.
حصلت منى على جائزة بوليتزر للتقارير والتعليقات المصورة في عام 2023 بسبب عملها على "الرسوم التوضيحية المذهلة التي تجمع بين الإحصائيات والتحليل الدقيق لمساعدة القراء على فهم الثروة الهائلة والقوة المالية لمؤسس أمازون جيف بيزوس ".
رُشِّحَت لجائزة إيمي للأخبار والأفلام الوثائقية في فئة المناهج الجديدة: الفنون وأسلوب الحياة والثقافة في عام 2017 وحصلت على جائزة شورتي لعام 2020 في فئة أفضل صحفية في وسائل التواصل الاجتماعي .

## وقت مبكر من حياتها
ولدت منى لأبوين عراقيين مهاجرين ونشأت في شرق لندن حيث تلقت تعليمها في مدرسة مقاطعة وودفورد الثانوية للبنات. حصلت على شهادة البكالوريوس في العلاقات الدولية من جامعة إدنبرة وحصلت على درجة الماجستير في الأمن الدولي من معهد باريس للدراسات السياسية في باريس، فرنسا.

## حياتها المهنية
بعد أن عملت في بنك إنجلترا ووحدة الاستخبارات الاقتصادية والمنظمة الدولية للهجرة ، اعتبارًا من عام 2024، بدأة في العمل في صحيفة الغارديان الأمريكية. وهي تدافع عن أهمية تسجيل البيانات في العمل الصحفي بما يخص مساءلة السياسيين في حال تقديمهم لادعاءات كاذبة بالاضافة لقضاء على التحيز الإعلامي. يغطي عملها المكتوب العديد من الاهتمامات المتنوعة، بدءًا من تأثير الاعراق بتفضيلات المواعدة إلى البحوث في ويكيبيديا.

### التلفزيون والراديو
في عام 2015، قدمت منى الجلبي فيلمًا وثائقيًا تلفزيونيًا عن العنصرية في المملكة المتحدة بي بي سي. أنتجت للإذاعة الوطنية العامة برنامج رقم الأسبوع. وقد ظهرت منى عدة مرات في برنامج "Star talk" لنيل ديغراس تايسون .
في عام 2016، أنشأت الجلبي مع ماي رايان سلسلة وثائقية من أربعة أجزاء بعنوان "Vagina Dispatches" حول الجوانب الجسدية والاجتماعية والسياسية حول أجساد النساء. رُشِّحَت السلسلة لجائزة إيمي للأخبار والأفلام الوثائقية في فئة المناهج الجديدة: الفنون وأسلوب الحياة والثقافة في عام 2017
في عام 2017، انضمت إلى ريتشارد عثمان كمقدمة بيانات للقناة الرابعة في ليلة الانتخابات ، وتمت مقابلتها في "The "Weekly مع تشارلي بيكرينغ . بدأت أيضًا في بالعمل كمضيفة "J"The Business of Life ، وهو برنامج حواري يتمحور حول الشؤون مالية على قناة Vice land . قدمت منى محاضرتها في مؤتمر TED بعنوان 3 طرق لاكتشاف إلاحصائية سيئة في عام 2017.
في عام 2018، أطلقت منى سلسلة بودكاست باسم "Strange Bird" . كانت سابقاً ضيفًا منتظمًا في برنامج النظام العالمي الجديد لفرانكي بويل وظهرت كعضو ضيف في البرنامج الساخر على قناة بي بي سي ببرنامج هل لدي أخبار لك؟ . في عام 2018، انضمت منى إلى برنامج الكوميديا الأمريكي "The Fix" كخبيرة بيانات، حيث قدمت الرسوم التوضيحية للبيانات .
وفي عام 2020، حصلت منى الجلبي على جائزة شورتي في فئة أفضل صحفي في وسائل التواصل الاجتماعي. كما صُنِّفَت الجلبي ضمن قائمة مجلة فورتشن لأفضل 40 شخصًا تحت سن 40 عامًا في مجال الإعلام والترفيه لعام 2020.
في عام 2022، أطلقت منى بودكاست مع قناة TED بعنوان هل أنا طبيعي؟ "مع منى شلبي التي تستكشف اجوبة الأسئلة اليومية من خلال عدسة البيانات". يتطرق البودكاست إلى الأسئلة التي تدور في أذهان الجميع "هل لدي ما يكفي من الأصدقاء؟ هل يجب أن يستغرق الأمر وقتًا طويلاً حتى اتجاوز حبيبي السابق؟ هل يجب أن انتقل أم أبقى حيث أنا؟". وبمساعدة ليس فقط بجداول البيانات والدراسات، ولكن أيضًا باستشارة الخبراء والغرباء، حصلت منى على بعض الإجابات المفاجئة التي تطرح السؤال: هل هناك شيء طبيعي؟

### البيانات المصورة
عُرضت قطعة منى "100 من سكان نيويورك" في مركز التجارة العالمي ويستفيلد في أواخر عام 2020. كان العمل عبارة عن تمثيل ديموغرافي للمدينة مقسم إلى 100 حرف (على سبيل المثال، 68 من الرسوم التوضيحية كانت لأشخاص من غير البيض، لأنه في ذلك الوقت، كان 68% من سكان المدينة أشخاصًا ملونين)
وفي عام 2020، عُيِّنَت منى الجلبي كزميلة فخرية لجمعية العلوم البريطانية . في ذلك العام، مُنِحَ العديد من الاشخاص البارزين الذين قدموا مساهمة بارزة في المشاركة العامة والتواصل العلمي في سياق جائحة كورونا .
ولفهم أشجار نيويورك، سُمح لمنى الجلبي بالوصول إلى الدرجات الموجودة خارج متحف بروكلين . لقد أنشأت تركيبًا واسع النطاق من الفينيل يُظهر أكثر 100 شجرة شيوعًا في المدينة. سلط هذا العمل الضوء على أنماط عدم المساواة (الأحياء التي لديها أموال أقل بها عدد أقل من الأشجار) وكذلك العواقب الصحية (يمكن للأشجار أن تقلل من معدلات انتقال فيروس كورونا).
في عام 2023، حصلت منى الجلبي على جائزة بوليتزر للتقارير والتقارير المصورة عن مقالتها في مجلة نيويورك تايمز بعنوان "9 طرق لتخيل ثروة جيف بيزوس". وفي حفل توزيع الجوائز، انتقدت منى زملائها الصحفيين لرهبتهم من قول كلمة "فلسطين". وتبرعت بجائزتها البالغة 15 ألف دولار لنقابة الصحفيين الفلسطينيين للمساعدة في محاربة ما تعتبره "عدم تناسق" المعلومات يرفع من الأصوات الإسرائيلية على حساب الأصوات الفلسطينية في وسائل الإعلام. منذ أكتوبر/تشرين الثاني 2023، سلطت منى باستمرار الضوء على التحيزات في التقارير المتعلقة بإسرائيل وفلسطين على منصات الأخبار الرئيسية مثل BBC ونيويورك تايمز. غطت صحافة البيانات الخاصة بها موضوعات مثل "الدول التي تعترف بفلسطين كدولة"، و"ممثلي الولايات المتحدة الذين استثمروا في شركات تصنيع الأسلحة التي تسلح إسرائيل"، و"المجاعة المنظمة"، والعديد من المواضيع التي تلمس الوضع الفلسطيني.
في عام 2024، أصبحت منى منتجًا تنفيذيًا وكاتبًا ومخرجًا إبداعيًا لسلسلة الرسوم المتحركة التي ألفها رامي يوسف #1 Happy Family USA. من المقرر عرض السلسلة في عام 2024، وهي تتبع "عائلة أمريكية مسلمة يجب أن تتعلم كيفية تبديل عادتها والاندماج بالمجتمع الجديد أثناء تنقلها في أوائل العقد الأول من القرن 21".

## المعارض
2022: الانقسام الرمادي والأخضر ؛ متحف بروكلين، اعمال تركيبة
2022: الضغط ؛ متحف الفن المعاصر، سانت لويس، اعمال تركيبة
2021: الحديث عن المناخ أبعد من الأكاذيب ؛ متحف المناخ، حملة الفنون التشاركية
2020: 100 من سكان نيويورك ؛ مركز التجارة العالمي، الشراكة مع المجلس الثقافي في مانهاتن السفلى والفن المطلق، اعمال تركيبة
2020: من أنت هنا لترى؟ ; متحف التصميم، طلاء
2019: أسوأ مالك في نيويورك ؛ البيانات من خلال التصميم، وتركيب النماذج ثلاثية الأبعاد
2019: ويب دو بوا: رسم بياني لحياة السود ؛ بيت الرسوم التوضيحية، لوحات
2019: النساء اللاتي يصنعن معرض آرت تيت؛ تحريك الاعمال التركيبة
2018: معرض ملصقات منظمة العفو الدولية ؛ طابع بريدي
2013: الصور بالأرقام ؛ المركز العربي البريطاني، التصوير الفوتغرافي